# Cividate Camuno

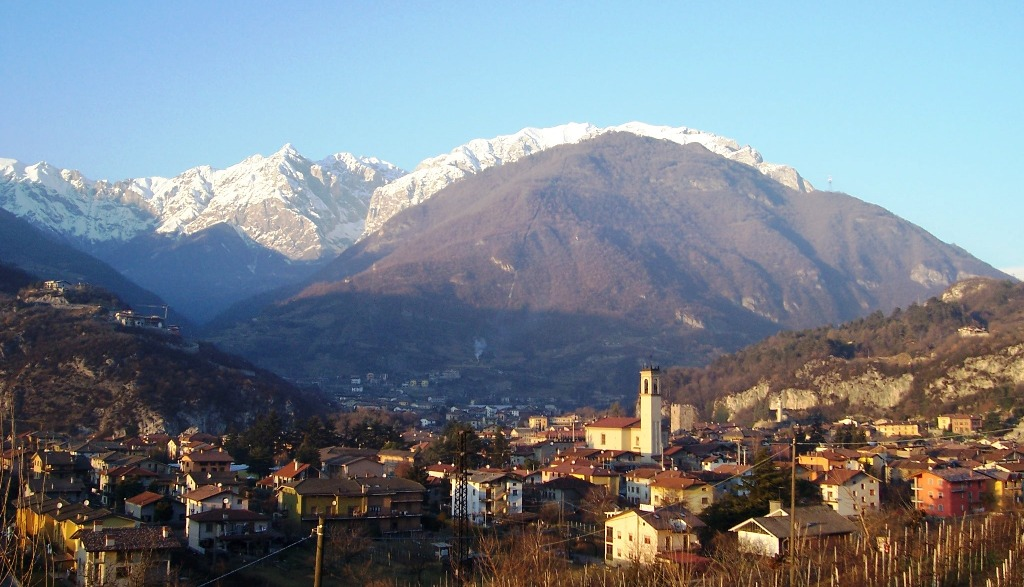
Blick auf Cividate Camuno

Cividate Camuno ist eine norditalienische Gemeinde (comune) der Valcamonica mit 2677 Einwohnern (Stand: 31. Dezember 2023) in der Provinz Brescia in der Region Lombardei. Schutzpatron des Ortes ist der hl. Stephanus. Von 1928 bis 1947 bildete der Ort zusammen mit Malegno die Gemeinde Cividate Malegno.

## Geographie
Das Gemeindegebiet umfasst eine Fläche von 3,31 km². Der Ort liegt auf einer Höhe von 275 Metern über dem Meer. Die Nachbargemeinden sind Berzo Inferiore, Bienno, Breno, Esine, Malegno, Ossimo und Piancogno.
Cividate Camuno hat einen Bahnhof an der Bahnstrecke Brescia–Iseo–Edolo.

## Sehenswürdigkeiten
- Torre di Cividate Camuno, mittelalterlicher Turm, 12. Jahrhundert
- Chiesa di Santa Maria Assunta
- Chiesa di Santo Stefano

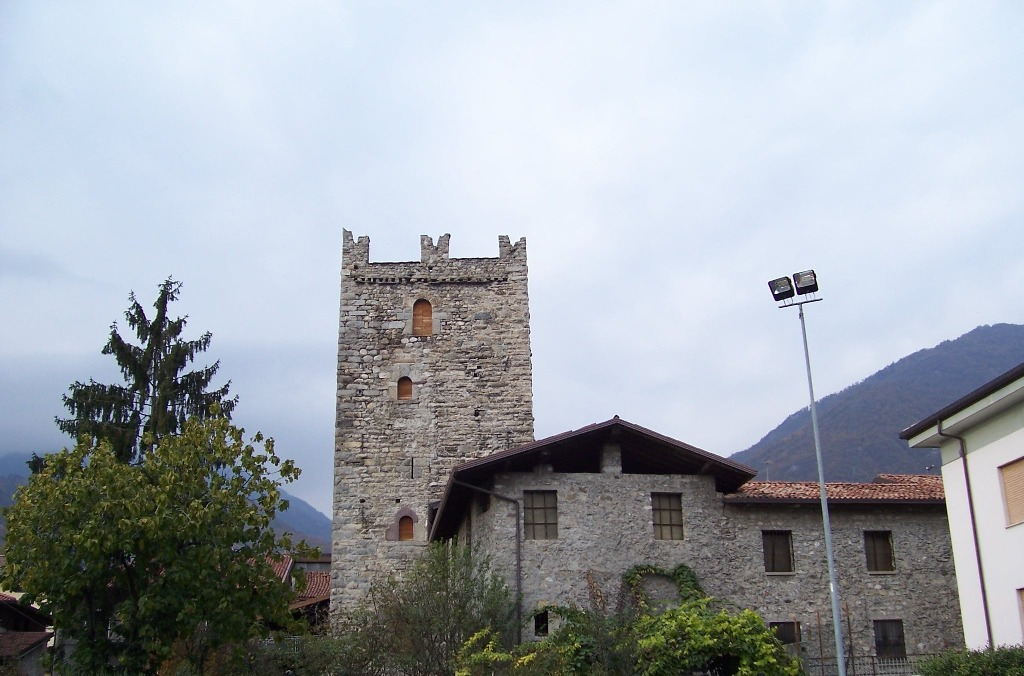
Torre di Cividate Camuno
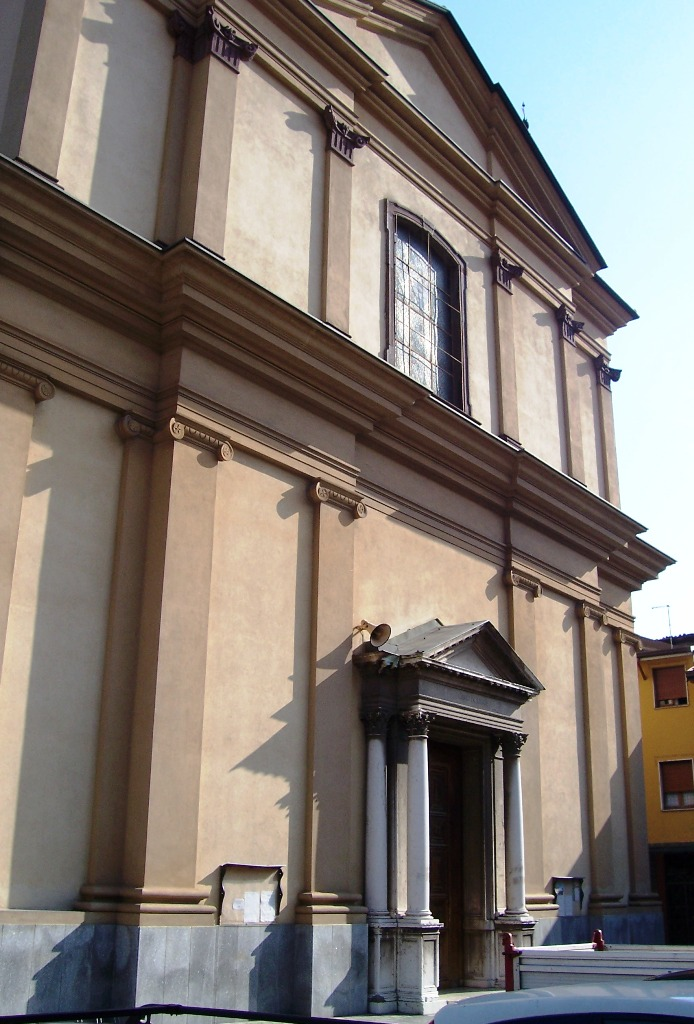
Chiesa di Santa Maria Assunta
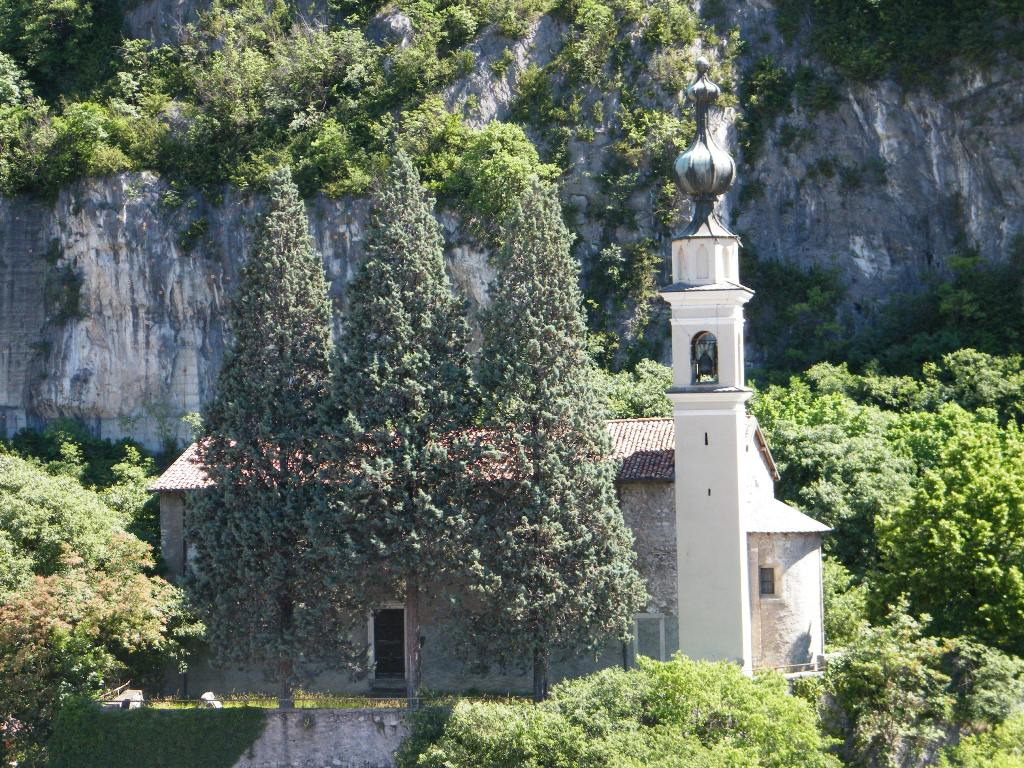
Chiesa di Santo Stefano